# Parque del Poblenou
El parque del Poblenou se encuentra en el distrito de San Martín de Barcelona. Fue creado en 1992 con un proyecto de Manuel Ruisánchez y Xavier Vendrell.

## Descripción
Este parque procede de la renovación urbanística realizada en la fachada litoral con motivo de los Juegos Olímpicos de 1992, en unos terrenos anteriormente de uso industrial. Junto a este se crearon también los parques del Puerto Olímpico, de la Nueva Icaria, de las Cascadas y de Carlos I. Se encuentra junto al mar, en unos terrenos aledaños a la playa del Bogatell, entre la Villa Olímpica y la zona de Diagonal Mar y el Fórum de las Culturas. Antiguamente era una zona ferroviaria, con multitud de terminales de líneas ferroviarias que se dividían en múltiples trazados. El parque se divide en dos zonas, una más pequeña situada entre la Ronda del Litoral y el Cementerio de Pueblo Nuevo, y separada por la calle Llacuna otra más grande situada sobre la Ronda del Litoral, que en ese tramo está soterrada. La primera tiene un lago como elemento más distintivo, e incluye en su terreno un colegio (CEIP Vila Olímpica) y un campo de fútbol. La segunda es más agreste, con predominio de elementos vegetales, especialmente un bosque de pinos. La parte más cercana al mar está formada por dunas de césped, con pasaderas hechas con travesaños de las antiguas vías de tren, e incluye como elemento anecdótico los restos de un barco naufragado. Se trata del Ashraf II, de bandera libanesa, del que quedan varados en tierra la chimenea y dos trozos de la popa, uno de la cubierta y otro con la hélice y el timón. Entre su arbolado destaca el tamarisco, un árbol resistente a la salinidad marina y que sirve de fijación para las dunas de arena de la playa. El parque incluye áreas infantiles, para perros, mesas de ping-pong y pistas de petanca, baloncesto y monopatín.

## Vegetación
Entre las especies presentes en el parque se hallan: el pino piñonero (Pinus pinea), el álamo blanco (Populus alba), el bambú (Phyllostachys sp.), el aligustre (Ligustrum lucidum), el laurel (Laurus nobilis), el lentisco (Pistacia lentiscus), el pino carrasco (Pinus halepensis), el algarrobo (Ceratonia siliqua), la palmera datilera (Phoenix dactylifera), la washingtonia (Washingtonia filifera), el eucalipto (Eucalyptus globulus), el tomillo (Thymus vulgaris), el romero (Salvia rosmarinus), la alhucema rizada (Lavandula dentata) y la salvia (Salvia microphylla).

## Galería de imágenes

Restos del Ashraf II
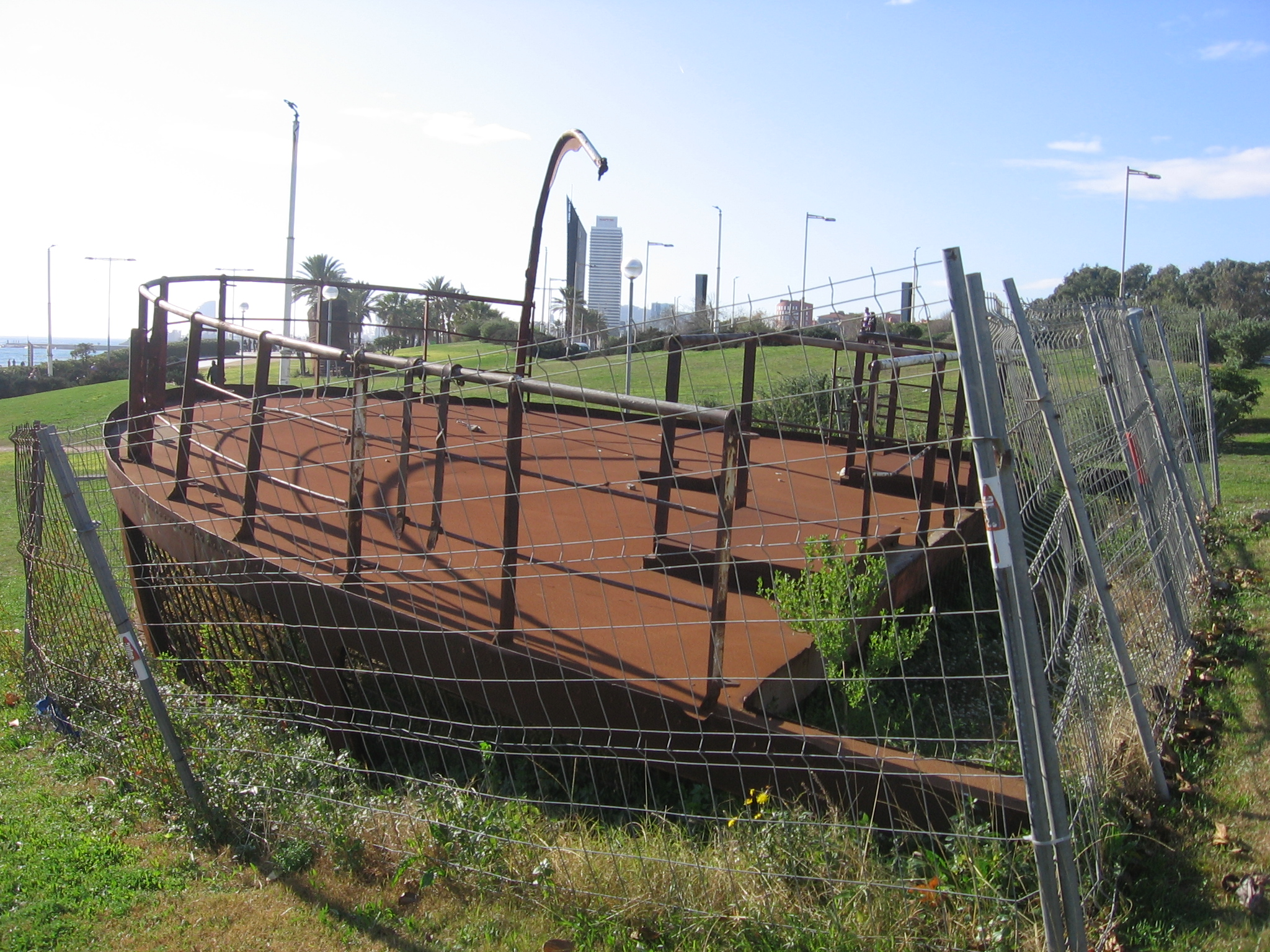
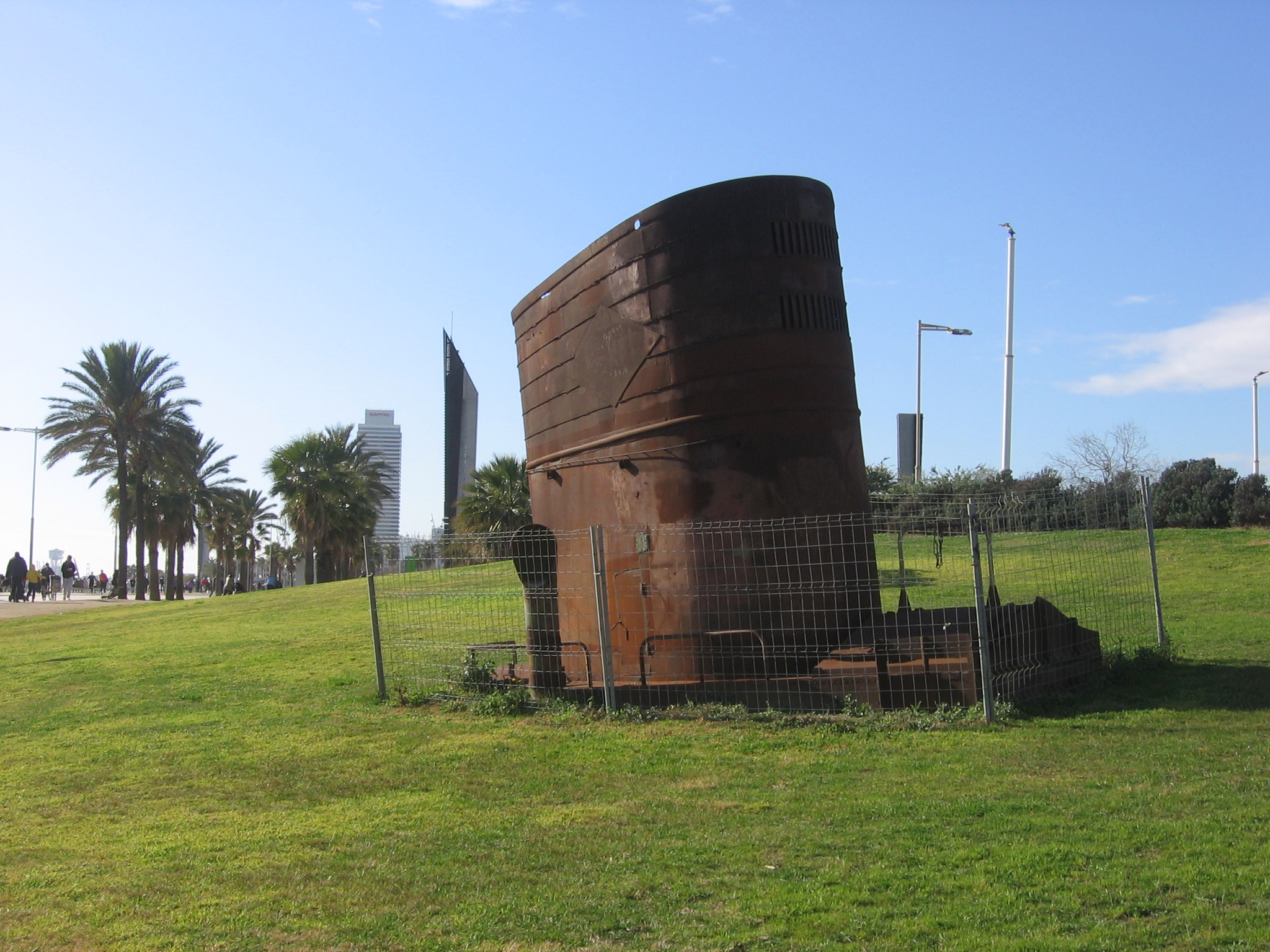
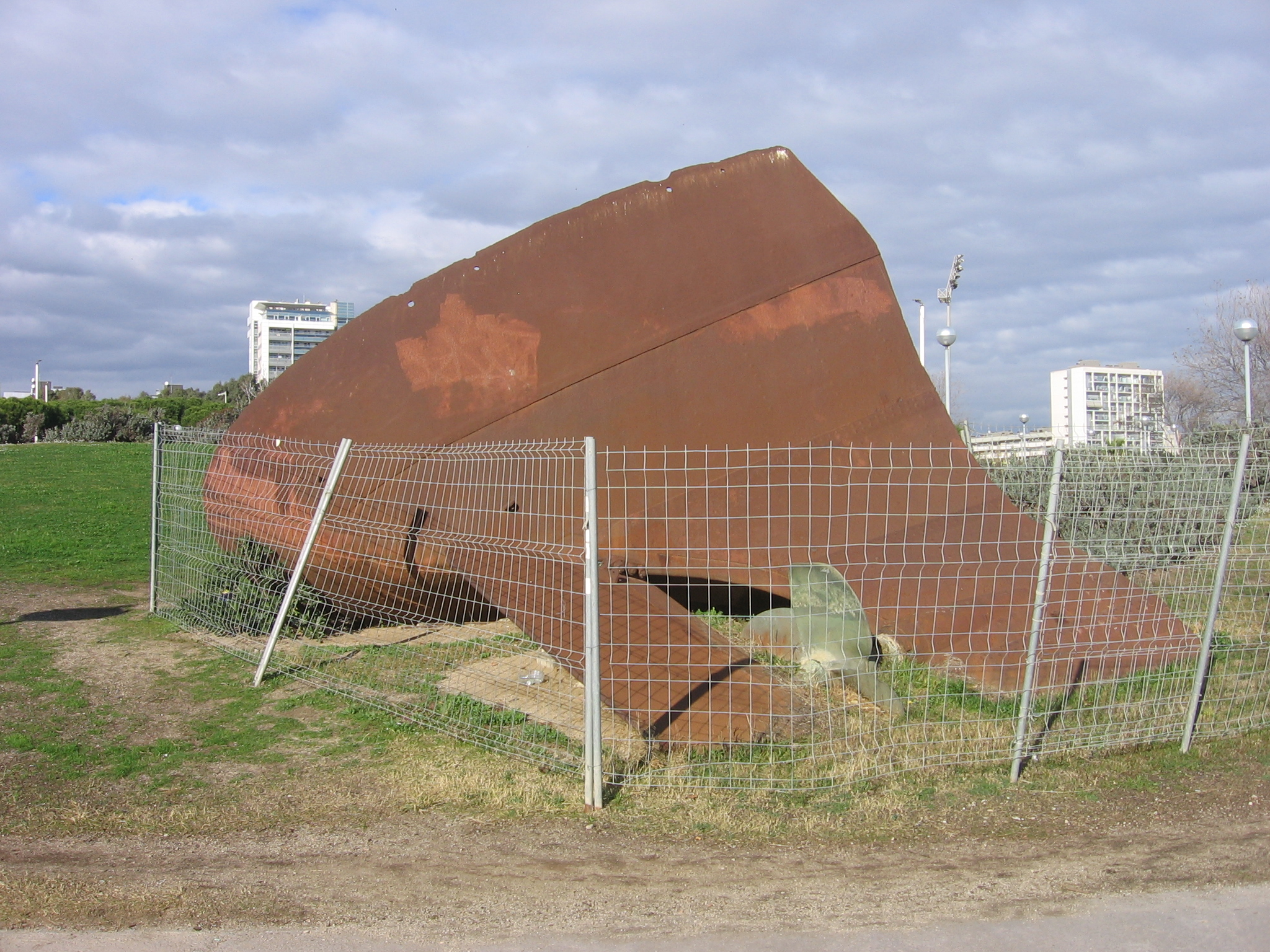